# Polyacme obsoleta
Polyacme obsoleta là một loài bướm đêm trong họ Geometridae.